# Дженс Палвер
Дженс Джо́нні Па́лвер (англ. Jens Johnnie Pulver; *6 грудня 1974, Саннісайд, Вашингтон, США) — американський спортсмен, спеціаліст зі змішаних бойових мистецтв (англ. MMA). Чемпіон світу зі змішаних бойових мистецтв у легкій ваговій категорії за версією UFC (2001—2002 роки).
У першій половині своєї кар'єри Палвер — грізний чемпіон UFC, рішучий боєць з потужним, нокаутуючим ударом, а в другій половині кар'єри — головний аутсайдер чемпіонату WEC із тривалою серією поразок у першому раунді, а згодом — боєць нижчої ліги. Про успіхи й невдачі колишнього чемпіона було знято документальний фільм «Гнаний» (англ. Driven), а також написано дві книги: біографічну «Ніколи» (англ. Never) Тімоті МакКіннона, і автобіографічну «Мале зло» (англ. Little Evil) у співавторстві з Еріком Крауссом.

## Біографія
Дженс Палвер народився 6 грудня 1974 року у містечку Саннісайд, штат Вашингтон, в родині професійного жокея. Батько Палвера був алкоголіком і сімейним тираном, багато бив і принижував членів родини, зокрема Дженса та його братів. У 7-річному віці Дженс пережив глибоку психологічну травму, коли п'яний батько погрожував йому смертю під дулом дробовика. Після чергового арешту за насильство в родині Палвер-старший зник безвісти. Юний Дженс вирішив присвятити себе спорту, аби не повторити шлях батька.

## Спортивна кар'єра

### Початок
Основним видом спорту, яким Палвер займався у юнацькі роки, була боротьба. У містечку Мейпл-Веллей, куди переїхала родина Палверів, Дженс займався у секції боротьби американського стилю. Він двічі ставав чемпіоном штату Вашингтон з цього виду єдиноборств. Також Палвер вивчав боротьбу в команді університету штату Айдахо, в Бойсі. Саме там він знайомиться із чемпіоном світу з MMA Петом Мілетичем, під керівництвом якого починає вивчення ударної техніки та дзюдзюцу.

### Новітній спорт
Наприкінці 90-х років Палвер вирішив спробувати сили у бойовому спорті, що набирав оберти в Америці — змішаних бойових мистецтвах. Свої перші виступи він проводив на любительському рівні, протягом 1997—1999 років. Дебют Дженса на професійній арені відбувся на турнірах зі змішаних єдиноборств під егідою Баса Рюттена, де він виграв три з чотирьох поєдинків, поступившись у складному бою чемпіону цієї ліги, непереможеному Девіду Гаррісу, і нокаутувавши на першій хвилині бою майбутню зірку UFC Джо Стівенсона, на прізвисько «Татко». Після цього Палвера запросили взяти участь в змаганнях Абсолютного бійцівського чемпіонату. Протягом року він проводить там 4 з 8 боїв, у трьох сутичках виграє (в тому числі у Жуана Роке, чемпіона світу з бразильського дзюдзюцу за версією IBJJF), одну зводить в нічию. В серпні 2000 року на змаганнях серії WEF Палвера перемагає больовим прийомом Дін Томас, але ця поразка (друга в кар'єрі) не вибиває Дженса з гонки за титул UFC.

### Період чемпіонства
23 лютого 2001 року Дженс Палвер виходить на бій за вакантний титул чемпіона світу в легкій ваговій категорії; його суперником виступає один з найкращих легковаговиків того часу — японець Каол Уно, чемпіон світу за версією ISC. Бій з Уно тривав повну регламентовану дистанцію, і бійці, різні за стилем, але рівні за навичками, продемонстрували однаково високий рівень майстерності. В стійці Уно більше застосовував ударну техніку ніг, в той час як Палвер — техніку рук; боротьби в партері Палвер вміло уникав, парируючи проходи в ноги від Уно; обидва бійці кілька разів намагались завершити бій підкоренням суперника. Результатом змагання стало переважне рішення суддів на користь Дженса Палвера (оди суддя виявив нічию), який у цей спосіб заволодів вакантним поясом чемпіона UFC у легкій вазі. Восени 2001 року Дженс успішно захистив титул: в'язкий бій із американським греплером Деннісом Холлменом завершився перемогою чемпіона за одностайним рішенням суддів. Сам бій, значною частиною проведений Палвером у ґарді Холлмена, не став видовищем.
11 січня 2002 року Палвер провів другий захист титулу. Його суперником став чемпіон світу з бразильського дзюдзюцу за версією IBJJF і майбутній дворазовий чемпіон UFC Бі Джей Пенн, який дебютував у змішаних єдиноборствах у травні 2001 року і за півроку здобув три перемоги поспіль, кожну — нокаутом. Пенн, відомий своєю швидкісною ударною технікою, на бій з Палвером обрав стратегію боротьби: значну частину перших чотирьох раундів бійці провели в партері. Дженсу Палверу вдавалось виходити із небезпечних положень в партері, але протистояти звалюванням гавайця йому було складно. Так, зокрема, другий раунд був повністю програний Палвером, а наприкінці раунду Пенн застосував важіль на лікоть, і лише гонг врятував Палвера від поразки. Починаючи з третього раунду Пенн, що не мав досвіду затяжних боїв, втомився і знизив темп, віддавши ініціативу Палверу. Друга частина бою пройшла під контролем чемпіона в стійці і в партері. Переважним рішенням суддів перемога в бою була віддана Палверу. За два місяці по бою Палвер залишив чемпіонат унаслідок неврегульованого правового спору (Дженс вимагав перегляду контрактних умов). Адміністрація UFC, відповідно, позбавила його титулу чемпіона світу. Протягом 2002 року Дженс ще двічі перемагає у змаганнях за змішаними правилами, але вже у дрібних організаціях.

### Значні поразки
На початку 2003 року Палвер виступив в Монреалі на турнірі канадської ліги змішаних єдиноборств UCC (TKO). Його суперником став досвідчений кікбоксер, чемпіон світу з тайського боксу Дуейн Людвіг. Вочевидь, недооцінивши навички Людвіга в ударній техніці, Палвер на самому початку бою нав'язав йому розмін ударами, і моментально був звалений на підлогу серією контрударів. В стані нокдауну Дженс намагався перевести бій в партер, зміг встати і ввійшов у клінч, який був припинений рефері. Бачачи стан опонента, Дуейн Людвіг провів швидку атаку і комбінацією «лівий хай-кік — правий крос» відправив Палвера в нокаут. Непритомний Дженс викотився за канати.
За чотири місяці по тому Палвер вийшов на ринг проти не вельми успішного Джейсона Максвелла, бій з яким носив статус головної події вечора на третьому турнірі «Absolute Fighting Championships» організації «HOOKnSHOOT». Всі змагання того вечора звершились достроково, щоразу у першому раунді, і бій Максвелла проти Палвера не став виключенням. На початку поєдинку бійці «обмінялись» неумисними ударами в пах, за що з обох було знято одне очко. Відразу після відновлення змагання Максвелл ввійшов у клінч, і ударом коліна примусив Палвера відступити до канатів, де провів швидку серію бокових ударів, одним з яких звалив Дженса на настил. Максвелл встиг провести рішуче добивання, перш ніж рефері втрутився і зупинив бій. Медики турніру і кутові Палвера довго приводили екс-чемпіона до тями.
Відносно реабілітувався Палвер вже наприкінці року, здобувши дві дострокові перемоги (задушенням і нокаутом) на американських локальних турнірах.

### Нові терени
У 2004 році Палвер дебютував на професійному боксерському рингу. Протягом року він провів чотири поєдинки, в кожному здобувши перемогу. У закритих рукавичках сила удару «Малого Зла» не зменшилась: три двобої проти маловідомих Боулера, Вінсента та Ніндса він завершив нокаутом. У той же спосіб Дженс здолав Стівена Пеллінга та Наою Уемацу в змаганнях на чемпіонаті ISC, де він виступав паралельно. Восени Палвер переміг технічним нокаутом китайського бійця Дай Чен Ляна на турнірі з шутбоксингу, а наприкінці року його запросили до участі у традиційному новорічному турнірі чемпіонату PRIDE, де він виступив проти чемпіона ISC та майбутнього чемпіона PRIDE, японця Таканорі Ґомі на прізвисько «Кульова блискавка». У першому раунді цього бою завершився успішний для Дженса Палвера рік, коли Ґомі, що перебував у своїй піковій формі, і відчутно переважав Палвера в ударній техніці, відправив його в нокаут.
Наступні 16 місяців Палвер проводить в змаганнях серії «PRIDE Bushido», створеною спеціально для виступів легковаговиків. Навесні 2005 року Дженс перемагає нокаутом на першій хвилині бою маловідомого японського спортсмена, а восени бере участь у Гран-прі PRIDE у легкій вазі, де в чвертьфіналі поступається іменитому японцю Хаято Сакураю. Незважаючи на значну перевагу у габаритах, Сакураю не легко було зламати Палвера: японець двічі похитнувся від типових для Дженса серій руками, побував у нокдауні, але врешті переміг Палвера технічним нокаутом наприкінці першого раунду. Свою справу зробили також і лоу-кіки Сакурая. В квітні 2006 року Палвер проводить швидкий та складний бій, останній під егідою PRIDE, ефектно здолавши ветерана серії «Pancrase» Кендзі Арая, якого відправляє в нокаут футбольним ударом. Наприкінці місяця Палвер вже знову змагається в США, де в головному бою вечора на командному турнірі IFL за 56 секунд перемагає нокаутом першого чемпіона WEC Коула Есковідо. Після цієї перемоги Дженс знову підписує контракт з компанією «Zuffa», якій належали чемпіонати WEC та UFC.

### Невдале повернення
Повернення Палвера в UFC відбулось на 63 етапі цього чемпіонату. Суперником колишнього чемпіона призначили дебютанта Джо Лоузона — тоді ще не відомого широкому загалу, а згодом — улюбленця публіки й одного з найбільш видовищних легковаговиків чемпіонату. У короткому бою Палвер, вочевидь недооцінивши навички молодого опонента, був швидко здоланий Лоузоном. Джо Лоузон, аутсайдер, чиї шанси на перемогу букмекери оцінювали як 7 до 1, приголомшив екс-чемпіона своїм натиском, а на 47-й секунді бою лівим хуком відправив Палвера у нокаут. Цей бій досі використовується аналітиками і коментаторами спортивних подій як ілюстрація класичного апсету.
На початку 2007 року Дженс Палвер був запрошений до участі у реаліті-шоу «Абсолютний боєць». Там як тренер однієї з команд-учасниць Палвер знову протистояв Бі Джей Пенну — тренеру конкуруючої команди, і своєму давньому супернику. Перемогу у кількатижневому шоу врешті здобув саме боєць Палвера — Нейт Діас. По тому керівники UFC вирішили звести у двобої тренерів та екс-чемпіонів, між яким і на шоу і за його межами тривала принципова конфронтація. Поєдинок пройшов у Лас-Вегасі 23 червня 2007 року. Бій пройшов під домінуючим контролем Бі Джей Пенна, який методично атакував Палвера протягом двох раундів, а наприкінці другого здолав Дженса в партері задушенням з-за спини.

### Занепад
Після невдалого повернення до UFC Дженсу Палверу запропонували перейти у інший чемпіонат, підконтрольний ТОВ «Zuffa», а заразом змінити вагову категорію. Палвер погодився. Його дебют у напівлегкій ваговій категорії (до 66 кг) у лізі WEC відбувся у грудні 2007 року. На самому початку бою Дженс переміг свого суперника, видовищного бійця Каба Свонсона, «гільйотиною» (задушенням руками). Все ще маючи високий кредит довіри від організаторів чемпіонату, Дженс отримує шанс позмагатись за титул у цій ваговій категорії.
1 червня 2008 року, на 34 етапі WEC Палвер виходить на бій проти діючого чемпіона світу Юраї Фейбера, якому врешті поступається за кількістю очок. Бій пройшов у агресивному стилі і був насичений ударними розмінами. Протягом бою Палвер провів декілька успішних атак, але в цілому перевага була на користь діючого чемпіона. В середині другого раунду Дженс насилу уник нокауту, побувавши в нокдауні після пропущеного хука. Приймаючи велику кількість ударів, він витримував атаки суперника і контратакував. Обидва бійці по завершенні драматичного протистояння були нагороджені премією «Бій вечора». Спортивні оглядачі визнали бій «Фейбер — Палвер» одним із найбільш видовищних в історії чемпіонату WEC.
Протягом наступних двох років Палвера спіткають самі невдачі. На 36 етапі WEC він програв нокаутом у першому раунді Леонарду Ґарсії, який завдяки цій перемозі вийшов на титульний бій. На 38 етапі, у бою-реванші, Дженса підкорив «гільйотиною» Юрая Фейбер, який саме втратив чемпіонський титул, на 41 етапі таким же прийомом Палвер програв тоді перспективному Джошу Ґріспі. На 47 етапі WEC Дженс програв представнику школи Ґрейсі, спеціалісту з бразильського дзюдзюцу, кубинцю Хав'єру Васкесу, який здолав Палвера больовим прийомом на руку. Після чотирьох поспіль поразок у першому раунді адміністрація чемпіонату розірвала контракт з екс-чемпіоном.

### Поза статусом
Отримавши звільнення з WEC, Дженс Палвер не втратив принципів і бажання понад що повернутися на шлях перемоги. Він починає приймати пропозиції на участь у боях тих організацій і проти тих суперників, які мало личили його чемпіонському статусу.
На початку 2011 року нещасливий екс-чемпіон перервав серію поразок, яка на той момент складала шість програних боїв поспіль. Протягом року Палвер провів п'ять боїв у організаціях «третьої ліги», здолавши трьох опонентів, і програвши ще двічі: нокаутом та підкоренням. В серпні 2011 року Дженс вперше спробував свої сили у легшій ваговій категорії — до 61 кг. Опоненти бійця частіше буле невідомі широкому загалу. Наприкінці року Палвер перейшов у найлегшу вагову категорію, зумівши пройти ліміт 57 кг. Перший бій у цій вазі він програв нокаутом, наступний виграв за рішенням суддів.
В серпні 2012 року, вперше за 6 років, Палвер виступив за межами США — в Манілі на Філіппінах. Там він підписав контракт із азійською організацією One FC. На першому турнірі чемпіонату він зустрівся із місцевим непереможеним бійцем Еріком Келлі, якому програв нокаутом від удару ногою в область печінки. На другому турнірі, в Сінгапурі, Палвер вибув із бою через отриманий неумисний удар у пах. Судді винесли технічне рішення за результатами двох раундів на користь Дженса. Утретє Палвер виступив під егідою «One FC» навесні 2013 року, проти екс-чемпіона світу з сюто Масакацу Уеди, якому програв підкоренням.

### Тренерська діяльність
Палвер довгий час тренувався і тренував у команді Пета Мілетича «Miletich Fighting Systems», а фінальний етап своєї кар'єри провів у команді братів Карренів «Team Curran». Крім того, Палвер тренував команду бійців змішаного стилю п'ятого сезону реаліті-шоу «Абсолютний боєць». Тренований Палвером боєць Нейт Діас став переможцем сезону.

## Особисте життя
Палвер одружений, має сина й доньку.

## Цікаві факти
- У Дженса Палвера повна гетерохромія — різний колір райдужної оболонки очей. Внаслідок цієї особливості Дженс має різний колір очей: його праве око має райдужну оболонку блакитного кольору, а ліве — карого.
- Дженс Палвер — шульга, в бою він займав правобічну стійку;
- На піку своєї спортивної кар'єри Дженс Палвер був панчером (тобто бійцем з одиночним нокаутуючим ударом), але в подальші роки втратив цю свою особливість;
- Дженс Палвер — любитель комп'ютерних ігор, був затятим гравцем у «World of Warcraft».

## Спортивна статистика

### Змішані бойові мистецтва
| Результат | Противник         | Вага     | Спосіб                                         | Раунд | Час   | Дата              | Місце               | Подія                            | Примітки                                                                           |
| --------- | ----------------- | -------- | ---------------------------------------------- | ----- | ----- | ----------------- | ------------------- | -------------------------------- | ---------------------------------------------------------------------------------- |
| Поразка   | Самі Азіз         | 61-66 кг | Рішення суддів (одностайне)                    | 3     | 5:00  | 23 листопада 2013 | Гетеборг, Швеція    | «Superior Challenge 9»           |                                                                                    |
| Поразка   | Масакацу Уеда     | 57-61 кг | Підкорення (задушення руками)                  | 2     | 3:52  | 5 квітня 2013     | Калланг, Сінгапур   | «One FC 8»                       |                                                                                    |
| Перемога  | Яфей Жао          | 57-61 кг | Технічне рішення суддів (одностайне)           | 2     | 5:00  | 6 жовтня 2012     | Калланг, Сінгапур   | «One FC 6»                       | Палвер не зміг продовжувати бій через отриманий неумисний удар у пах.              |
| Поразка   | Ерік Келлі        | 61-66 кг | Технічний нокаут (удар ногою і удари кулаками) | 2     | 1:46  | 31 серпня 2012    | Маніла, Філіппіни   | «One FC 5»                       |                                                                                    |
| Перемога  | Джессі Тортон     | 52-57 кг | Рішення суддів (одностайне)                    | 3     | 5:00  | 14 квітня 2012    | Форт Худ, США       | «Operation: Fight Night»         |                                                                                    |
| Поразка   | Тім Елліот        | 52-57 кг | Нокаут (удар коліном)                          | 2     | 2:12  | 16 грудня 2011    | Карні, США          | «RFA 1»                          |                                                                                    |
| Перемога  | Коті Вілер        | 57-61 кг | Технічний нокаут (удари кулаками)              | 2     | 1:59  | 13 серпня 2011    | Альбукерке, США     | «MMA Fight Pit: Genesis»         |                                                                                    |
| Поразка   | Браян Девідсон    | 61-66 кг | Підкорення (задушення руками)                  | 1     | 4:00  | 27 березня 2011   | Канзас-Сіті, США    | «TFC 18»                         |                                                                                    |
| Перемога  | Вейд Чоат         | 61-66 кг | Рішення суддів (роздільне)                     | 3     | 5:00  | 5 березня 2011    | Вілла Парк, США     | «CCC 3»                          |                                                                                    |
| Перемога  | Майк Ліндквіст    | 61-66 кг | Підкорення (задушення руками)                  | 1     | 0:49  | 22 січня 2011     | Вудсток, США        | «XFO 38»                         |                                                                                    |
| Поразка   | Дієґо Ґарайджо    | 61-66 кг | Підкорення (задушення руками)                  | 1     | 1:08  | 14 серпня 2010    | Ервайн, США         | «PWP: War on the Mainland»       |                                                                                    |
| Поразка   | Хав'єр Васкес     | 61-66 кг | Підкорення (больовий прийом на руку)           | 1     | 3:41  | 6 березня 2010    | Колумбус, США       | «WEC 47»                         |                                                                                    |
| Поразка   | Джош Ґріспі       | 61-66 кг | Підкорення (задушення руками)                  | 1     | 0:33  | 7 червня 2009     | Сакраменто, США     | «WEC 41»                         |                                                                                    |
| Поразка   | Юрая Фейбер       | 61-66 кг | Підкорення (задушення руками)                  | 1     | 1:34  | 25 січня 2009     | Сан-Дієго, США      | «WEC 38»                         |                                                                                    |
| Поразка   | Леонард Ґарсіа    | 61-66 кг | Технічний нокаут (удари кулаками)              | 1     | 1:12  | 5 листопада 2008  | Голлівуд, США       | «WEC 36»                         |                                                                                    |
| Поразка   | Юрая Фейбер       | 61-66 кг | Рішення суддів (одностайне)                    | 5     | 5:00  | 1 червня 2008     | Сакраменто, США     | «WEC 34»                         | Бій за титул чемпіона у напівлегкій ваговій категорії. Виграв премію «Бій вечора». |
| Перемога  | Каб Свонсон       | 61-66 кг | Підкорення (задушення руками)                  | 1     | 0:35  | 12 грудня 2007    | Лас-Вегас, США      | «WEC 31»                         |                                                                                    |
| Поразка   | Бі Джей Пенн      | 66-70 кг | Підкорення (задушення руками)                  | 2     | 3:12  | 23 червня 2007    | Лас-Вегас, США      | «The Ultimate Fighter 5 Finale»  |                                                                                    |
| Поразка   | Джо Лоузон        | 66-70 кг | Нокаут (удар кулаком)                          | 1     | 0:47  | 23 вересня 2006   | Анахайм, США        | «UFC 63»                         |                                                                                    |
| Перемога  | Коул Есковідо     | 66-70 кг | Нокаут (удар рукою)                            | 1     | 0:56  | 29 квітня 2006    | Атлантик-Сіті, США  | «IFL: Legends Championship 2006» |                                                                                    |
| Перемога  | Кендзі Арай       | до 73 кг | Нокаут (удар ногою)                            | 1     | 3:59  | 2 квітня 2006     | Токіо, Японія       | «Pride Bushido 10»               |                                                                                    |
| Поразка   | Хаято Сакурай     | до 73 кг | Технічний нокаут (удари кулаками)              | 1     | 8:56  | 25 вересня 2005   | Токіо, Японія       | «Pride Bushido 9»                |                                                                                    |
| Перемога  | Товомі Івама      | до 73 кг | Нокаут (удари кулаками)                        | 1     | 1:00  | 22 травня 2005    | Токіо, Японія       | «Pride Bushido 7»                |                                                                                    |
| Поразка   | Таканорі Ґомі     | до 73 кг | Нокаут (удар кулаком)                          | 1     | 6:29  | 31 грудня 2004    | Сайтама, Японія     | «Pride Shockwave 2004»           |                                                                                    |
| Перемога  | Стівен Пеллінг    | 65-70 кг | Нокаут (удари кулаками)                        | 3     | 1:47  | 9 липня 2004      | Гонолулу, США       | «ISC: Soljah Fight Night»        |                                                                                    |
| Перемога  | Наоя Уемацу       | 65-70 кг | Нокаут (удар кулаком)                          | 1     | 2:09  | 22 березня 2004   | Токіо, Японія       | «ISC: 3/22 in Korakuen Hall»     |                                                                                    |
| Перемога  | Річард Хесс       | 66-70 кг | Підкорення (задушення руками)                  | 1     | 2:14  | 25 жовтня 2003    | Бойсе, США          | «IFC: Battleground Boise»        |                                                                                    |
| Перемога  | Джо Джордан       | 66-70 кг | Нокаут (удар кулаком)                          | 2     | 3:12  | 15 серпня 2003    | Рок-Айленд, США     | «Extreme Challenge 52»           |                                                                                    |
| Поразка   | Джейсон Максвелл  | 66-70 кг | Нокаут (удари кулаками)                        | 1     | 4:54  | 24 травня 2003    | Форт-Лодердейл, США | «H'n'C: AFC 3»                   |                                                                                    |
| Поразка   | Дуейн Людвіг      | 66-70 кг | Нокаут (удар кулаком)                          | 1     | 1:13  | 25 січня 2003     | Монреаль, Канада    | «UCC 12»                         |                                                                                    |
| Перемога  | Такехіро Мурахама | 66-70 кг | Рішення суддів (роздільне)                     | 3     | 5:00  | 8 серпня 2002     | Токіо, Японія       | «UFO: Legend»                    |                                                                                    |
| Перемога  | Роб Емерсон       | 66-70 кг | Рішення суддів (одностайне)                    | 3     | 5:00  | 29 червня 2002    | Міннеаполіс, США    | «Ultimate Wrestling»             |                                                                                    |
| Перемога  | Бі Джей Пенн      | 66-70 кг | Рішення суддів (переважне)                     | 5     | 5:00  | 11 січня 2002     | Анкасвіль, США      | «UFC 35»                         | Захистив титул чемпіона у легкій ваговій категорії.                                |
| Перемога  | Денніс Холлмен    | 66-70 кг | Рішення суддів (одностайне)                    | 5     | 5:00  | 28 вересня 2001   | Лас-Вегас, США      | «UFC 33»                         | Захистив титул чемпіона у легкій ваговій категорії.                                |
| Перемога  | Каол Уно          | 66-70 кг | Рішення суддів (переважне)                     | 5     | 5:00  | 23 лютого 2001    | Атлантик-Сіті, США  | «UFC 30»                         | Виграв вакантний титул чемпіона у легкій ваговій категорії.                        |
| Перемога  | Джон Льюїс        | 66-70 кг | Нокаут (удар кулаком)                          | 1     | 0:15  | 17 листопада 2000 | Атлантик-Сіті, США  | «UFC 28»                         |                                                                                    |
| Перемога  | Девід Грайс       | 66-70 кг | Нокаут (удари кулаками)                        |       |       | 14 жовтня 2000    | Су-сіті, США        | «Gladiators 10»                  |                                                                                    |
| Поразка   | Дін Томас         | 66-70 кг | Підкорення (больовий прийом на ногу)           | 2     | 0:33  | 26 серпня 2000    |                     | «WEF 10»                         |                                                                                    |
| Перемога  | Жуан Роке         | 66-70 кг | Рішення суддів (одностайне)                    | 1     | 15:00 | 9 червня 2000     | Сідар-Рапідс, США   | «UFC 26»                         |                                                                                    |
| Перемога  | Ерік Хіблер       | 66-70 кг | Нокаут (удари кулаками)                        | 1     | 1:54  | 13 травня 2000    | Евансвілль, США     | «WEF 9»                          |                                                                                    |
| Перемога  | Девід Веласкес    | 66-70 кг | Технічний нокаут (удари кулаками)              | 2     | 2:41  | 10 березня 2000   | Лейк-Чарльз, США    | «UFC 24»                         |                                                                                    |
| Перемога  | Філ Джонс         | 66-70 кг | Нокаут (удар кулаком)                          | 1     | 0:33  | 15 січня 2000     | Рим, США            | «WEF 8»                          |                                                                                    |
| Нічия     | Альфонсо Альсарес | 66-70 кг | Рішення суддів (одностайне)                    | 2     | 5:00  | 24 вересня 1999   | Лейк-Чарльз, США    | «UFC 22»                         |                                                                                    |
| Перемога  | Джо Стівенсон     | 66-70 кг | Нокаут (удари кулаками)                        | 1     | 0:38  | 1 червня 1999     | Літтлтон, США       | «Bas Rutten Invitational 3»      |                                                                                    |
| Перемога  | Рей Моралес       | 66-70 кг | Підкорення (задушення руками)                  | 1     | 0:51  | 1 червня 1999     | Літтлтон, США       | «Bas Rutten Invitational 3»      |                                                                                    |
| Поразка   | Девід Гарріс      | 66-70 кг | Підкорення (больовий прийом на ногу)           | 1     | 11:57 | 24 квітня 1999    | Літтлтон, США       | «Bas Rutten Invitational 2»      |                                                                                    |
| Перемога  | Кьортіс Хілл      | 66-70 кг | Технічний нокаут (рішення кутового)            | 1     | 3:00  | 24 квітня 1999    | Літтлтон, США       | «Bas Rutten Invitational 2»      |                                                                                    |

### Бокс
| Результат | Противник      | Спосіб                     | Раунд   | Час  | Дата           | Місце                  | Примітки |
| --------- | -------------- | -------------------------- | ------- | ---- | -------------- | ---------------------- | -------- |
| Перемога  | Джеффрі Хіндс  | Нокаут                     | 3 (з 4) | 0:13 | 22 жовтня 2004 | Роузмонт, США          |          |
| Перемога  | Леонард Льюїс  | Технічний нокаут           | 1 (з 4) | 0:41 | 27 серпня 2004 | Роузмонт, США          |          |
| Перемога  | Стівен Вінсент | Рішення суддів (роздільне) | 4 (з 4) | 3:00 | 15 червня 2004 | Елк-Гроув-Вілледж, США |          |
| Перемога  | Метт Боулер    | Технічний нокаут           | 1 (з 4) | 0:32 | 28 лютого 2004 | Маршаллтаун, США       |          |